# James Bond (franquícia)

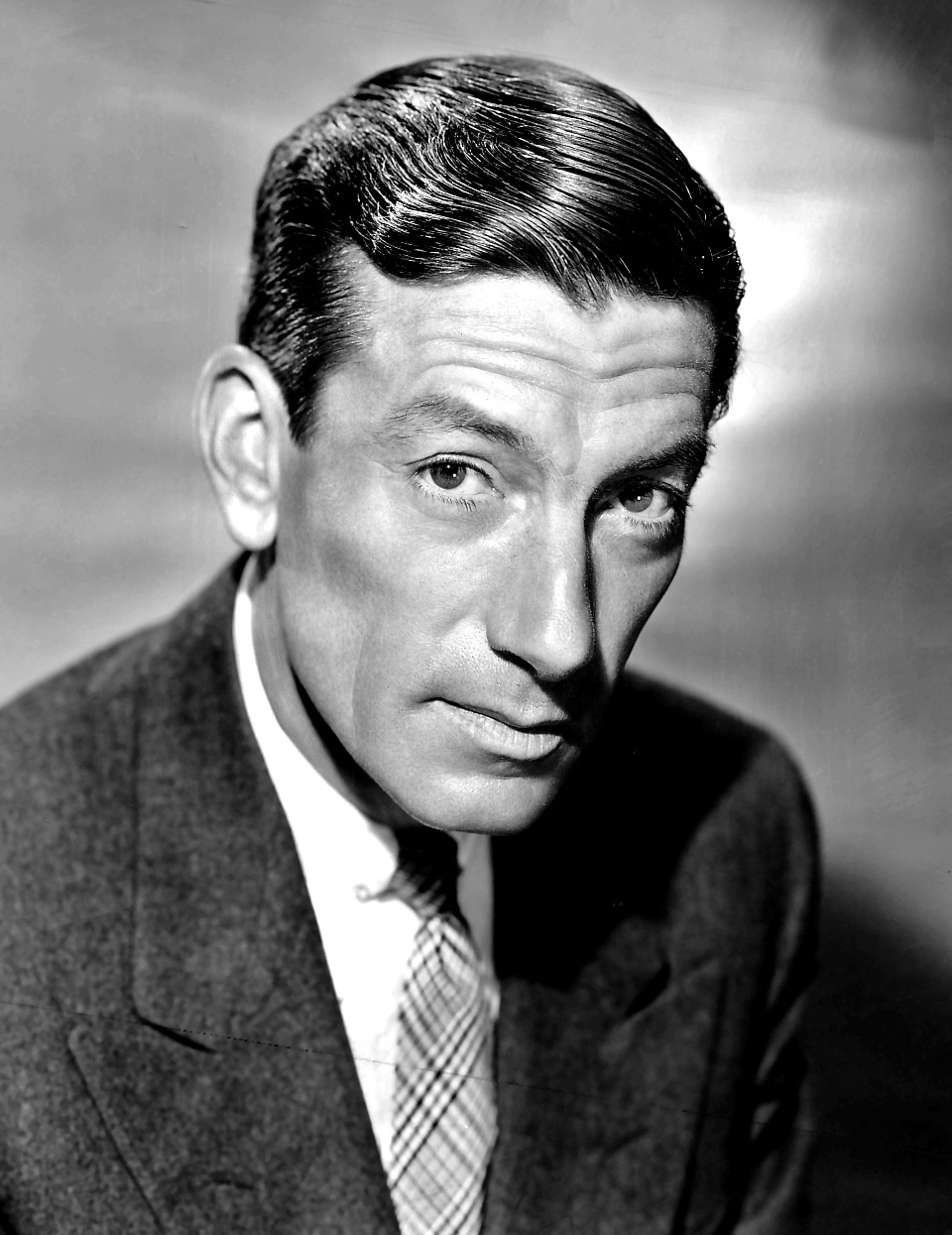
Hoagy Carmichael: la visió de Fleming sobre James Bond

La sèrie de productes James Bond se centra en l'agent secret fictici 007 del Servici Secret Britànic creat el 1953 per l'escriptor Ian Lancaster Fleming, que el va fer aparèixer en dotze novel·les i dues compilacions d'històries curtes. Des de la mort de Fleming el 1964, fins a vuit autors han escrit novel·les o novel·litzacions autoritzades sobre Bond: Kingsley Amis, Christopher Wood, John Gardner, Raymond Benson, Sebastian Faulks, Jeffery Deaver, William Boyd i Anthony Horowitz. La darrera novel·la és Forever and a Day d'Anthony Horowitz, publicada el maig de 2018. A més a més Charlie Higson va escriure una sèrie de novel·les sobre el jove James Bond, i Kate Westbrook va escriure tres novel·les basades en el personatge recurrent de Moneypenny.
El personatge ha sigut adaptat televisió, ràdio, còmics, videojocs, i pel·lícules. És la sèrie de pel·lícules més antiga de la història i el conjunt d'elles ha recaptat 7.040 milions de dòlars en total in total, sent la sisena sèrie de pel·lícules més lucrativa de la història, que va començar el 1962 amb Agent 007 contra el Dr. No (Dr. No), protagonitzada per Sean Connery com a James Bond. A data de 2022 hi hagut vint-i-quatre títols en la sèrie de pel·lícules d'Eon Productions. El film Bond més recent és Spectre (2015), i està protagonitzat Daniel Craig interpretant a James Bond; sent el sisè actor que ha fet de Bond en les pel·lícules d'Eon. També hi ha hagut dues produccions independents de pel·lícules sobre Bond: Casino Royale (una paròdia de 1967) i Mai diguis mai més (Never Say Never Again) (una obra derivada de 1983 d'Operació Tro [Thunderball]). El 2015 es va estimar que la saga tenia un valor 19,9 milers de milions de dòlars.
Les pel·lícules de Bond són conegudes per diversos tropes, inclòs l'acompanyament musical, amb les cançons temàtiques havent rebut nominacions a premis Oscar en diverses ocasions i dues victòries, per Sam Smith i Adele. Altres elements importants que apareixen en la majoria de les pel·lícules són els cotxes Bond, les pistoles, i els aparells que subministra la Secció Q. Les pel·lícules també es coneixen pels flirtejos i les relacions de Bond amb diverses dones, a les quals a vegades se les coneix com a «xiques Bond».

## Història de la publicació

### Creació i inspiració
Ian Fleming va crear el personatge de ficció de James Bond com a figura central de les seves obres. Bond és un oficial d'intel·ligència del Servei d'Intel·ligència Secret, conegut comunament com a MI6. Bond és conegut pel seu número de codi, 007, i era un comandant de la Reserva Naval Reial. Fleming va basar la seva creació fictícia en una sèrie d'individus que va trobar durant la seva estada a la Divisió d'Intel·ligència Naval i a la 30 Unitat d'Assalt durant la Segona Guerra Mundial, admetent que Bond «era un compost de tots els agents secrets i tipus de comando que vaig conèixer durant el guerra». Entre aquests tipus hi havia el seu germà, Peter, que havia participat en operacions darrere de les línies a Noruega i Grècia durant la guerra. A part del germà de Fleming, alguns altres també van proporcionar alguns aspectes del maquillatge de Bond, com Conrad O'Brien-ffrench, Patrick Dalzel-Job, Bill «Biffy» Dunderdale i Dušan Popov.
El nom James Bond prové de l'ornitòleg estatunidenc James Bond, un expert en ocells del Carib i autor de la guia de camp definitiva Birds of the West Indies. Fleming, un apassionat observador d'ocells, tenia una còpia de la guia de Bond i més tard va explicar a la dona de l'ornitòleg que «Em va sorprendre que aquest nom breu, poc romàntic, anglosaxó i, tanmateix, molt masculí era just el que necessitava i, per tant, un segon nom. Va néixer James Bond». A més, va explicar que:
| «                             | Quan vaig escriure el primer el 1953, volia que Bond fos un home extremadament avorrit i poc interessant a qui li passaven coses; Volia que fos un instrument contundent... quan buscava un nom per al meu protagonista vaig pensar per Déu, [James Bond] és el nom més avorrit que he sentit mai | » |
| — Ian Fleming, The New Yorker | |   |

En una altra ocasió, Fleming va dir: «Volia el nom més senzill, avorrit i més senzill que vaig poder trobar, 'James Bond’ era molt millor que alguna cosa més interessant, com 'Peregrine Carruthers'. Passarien coses exòtiques al seu voltant i al seu voltant, però seria una figura neutral, un instrument anònim i contundent que maneja un departament del govern».
Fleming va decidir que Bond s'havia d'assemblar tant al cantant estatunidenc Hoagy Carmichael com a ell mateix i a Casino Royale, Vesper Lynd comenta: «Bond em recorda més aviat a Hoagy Carmichael, però hi ha alguna cosa freda i despietada». De la mateixa manera, a Moonraker, l'oficial de la branca especial, Gala Brand, pensa que Bond és «certament guapo. . . Més aviat com Hoagy Carmichael en certa manera. Aquell cabell negre que cau sobre la cella dreta. Els mateixos ossos. Però hi havia alguna cosa una mica cruel a la boca i els ulls estaven freds».
Fleming va dotar a Bond de molts dels seus propis trets, com ara compartir el mateix handicap de golf, el gust pels ous remenats i l'ús de la mateixa marca d'articles de tocador. Els gustos de Bond també són sovint trets del propi de Fleming com ho va ser el seu comportament, amb l'amor de Bond pel golf i el joc reflectint el propi de Fleming. Fleming va utilitzar les seves experiències de la seva carrera en l'espionatge i tots els altres aspectes de la seva vida com a inspiració a l'hora d'escriure, incloent-hi els noms d'amics de l'escola, coneguts, familiars i amants als seus llibres.
No va ser fins a la penúltima novel·la, You Only Live Twice, que Fleming va donar a Bond una sensació d'origen familiar. El llibre va ser el primer escrit després de l'estrena de Dr. No als cinemes, i la representació de Bond de Sean Connery va afectar la interpretació de Fleming del personatge, donant-li d'ara endavant a Bond un sentit de l'humor sec i antecedents escocesos que no estaven presents a les històries anteriors. En un obituari fictici, suposadament publicat a The Times, els pares de Bond van ser donats com Andrew Bond, del poble de Glencoe, Escòcia, i Monique Delacroix, del cantó de Vaud, Suïssa. Fleming no va proporcionar la data de naixement de Bond, però la biografia fictícia de Bond de John Pearson, James Bond: The Authorized Biography of 007, dona a Bond una data de naixement l'11 de novembre de 1920, mentre un estudi de John Griswold posa la data a l'11 de novembre de 1921.

### Novel·les i obres afins

#### Novel·les d'Ian Fleming
Mentre servia a la Divisió d'Intel·ligència Naval, Fleming havia planejat convertir-se en autor i li havia dit a un amic: «Escriuré la història d'espies per acabar amb totes les històries d'espies». El 17 de febrer de 1952, va començar a escriure la seva primera novel·la de James Bond, Casino Royale, a la seva finca Goldeneye de Jamaica, on va escriure totes les seves novel·les de Bond durant els mesos de gener i febrer de cada any. Va començar la història poc abans del seu casament amb la seva xicota embarassada, Ann Charteris, per distreure's de les seves properes núpcies.
Després d'haver completat el manuscrit de Casino Royale, Fleming el va mostrar al seu amic (i posteriorment editor) William Plomer per llegir-lo. A Plomer li va agradar i el va presentar als editors, Jonathan Cape, que no els va agradar tant. Cape finalment el va publicar el 1953 per recomanació del germà gran de Fleming, Peter, un escriptor de viatges consolidat. Entre 1953 i 1966, dos anys després de la seva mort, es van publicar dotze novel·les i dues col·leccions de contes, amb els dos últims llibres —L'home de la pistola d'or i Octopussy i The Living Daylights— publicats pòstumament. Tots els llibres es van publicar al Regne Unit a través de Jonathan Cape.
| - Casino Royale de 1953 - 1954 Viu i deixa morir - Moonraker de 1955 - 1956 Els diamants són per sempre - 1957 De Rússia, amb amor - 1958 Dr No - 1959 Goldfinger | - 1960 For Your Eyes Only (contes breus) - 1961 Thunderball - 1962 The Spy Who Loved Me - 1963 Al servei secret de Sa Majestat - 1964 You Only Live Twice - 1965 The Man with the Golden Gun - 1966 Octopussy and The Living Daylights (contes curtes; "La propietat d'una dama" afegit a les edicions posteriors) |

#### Novel·les post-Fleming

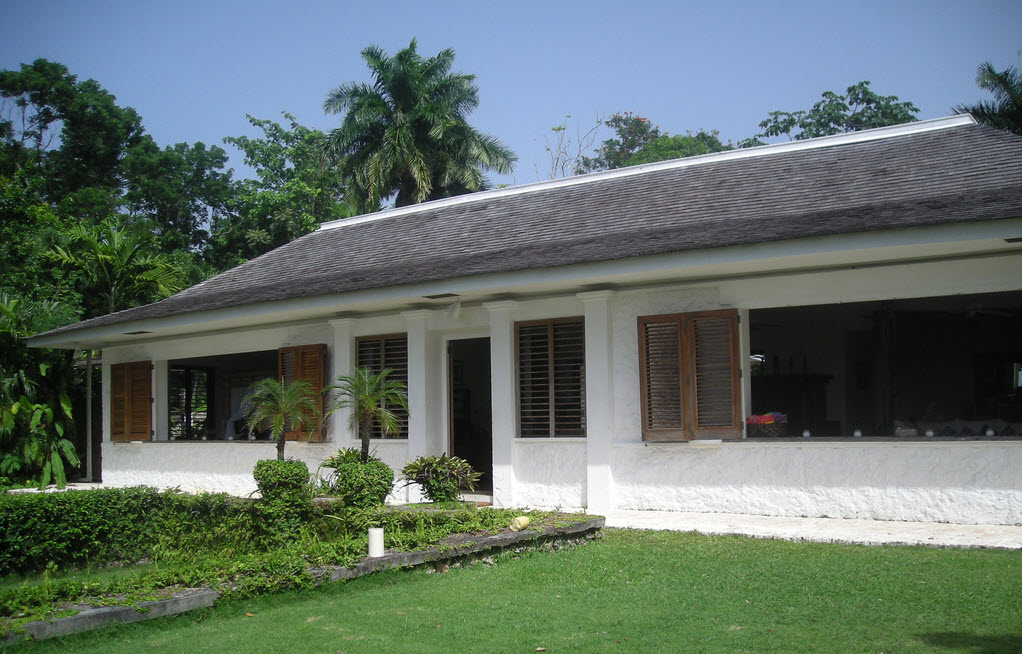
Goldeneye, a Jamaica, on Fleming va escriure totes les novel·les de Bond

Després de la mort de Fleming, Kingsley Amis (com Robert Markham) va escriure una novel·la de continuació, Colonel Sun, i va ser publicada el 1968. Amis ja havia escrit un estudi literari de les novel·les de Fleming Bond a la seva obra de 1965 The James Bond Dossier. Tot i que van aparèixer impresas novel·les de dues de les pel·lícules d'Eon Productions Bond, James Bond, The Spy Who Loved Me i James Bond i Moonraker, ambdues escrites pel guionista Christopher Wood, la sèrie de novel·les no va continuar fins al dècada de 1980. El 1981, l'escriptor de thriller John Gardner va recollir la sèrie amb License Renewed. Gardner va passar a escriure setze llibres de Bond en total; dos dels llibres que va escriure eren novel·lacions de pel·lícules d'Eon Productions amb el mateix nom: License to Kill i GoldenEye. Gardner va traslladar la sèrie Bond als anys 80, tot i que va conservar l'edat dels personatges tal com eren quan Fleming els va deixar. El 1996, Gardner es va retirar d'escriure llibres de James Bond a causa de problemes de salut.
|  |  |

| - Licence Renewed 1981 - 1982 For Special Services - 1983 Ice Breaker - 1984 Rol of honour - 1986 Ningú viu per sempre - 1987 No Deals, Mr. Bond - 1988 Scorpius - 1989 Guanyar, perdre o morir | - 1989 License to Kill (novel·lació) - 1990 Brokenclaw - 1991 The Man of Barbarossa - 1992 Death is Forever - 1993 Never Send Flowers - SeaFire de 1994 - 1995 GoldenEye (novel·lació) - 1996 Cold |

El 1996, l'autor estatunidenc Raymond Benson es va convertir en l'autor de les novel·les de Bond. Benson havia estat anteriorment l'autor de The James Bond Bedside Companion, publicat per primera vegada el 1984. Quan va passar a altres projectes no relacionats amb Bond el 2002, Benson havia escrit sis novel·les de Bond, tres novel·les i tres contes.
| - 1997 " Blast From the Past " (conte curt) - 1997 Zero Minus Ten - 1997 El demà no mor mai (novel·lació) - 1998 The Facts Of Death - 1999 " Midsummer Night's Doom " (conte curt) - 1999 " Live at Five " (conte curt) | - 1999 Amb el món no n'hi ha prou (novel·lació) - 1999 High Time to Kill - DoubleShot 2000 - 2001 Never Dream Of Dying - 2002 The Man With The Red Tattoo - 2002 Mor un altre dia (novel·lació) |

Després d'un període de sis anys, Sebastian Faulks va rebre l'encàrrec d'Ian Fleming Publications per escriure una nova novel·la de Bond, que es va publicar el 28 de maig de 2008, el 100è aniversari del naixement de Fleming. El llibre, titulat Devil May Care, va ser publicat al Regne Unit per Penguin Books i per Doubleday als Estats Units. L'escriptor nord-americà Jeffery Deaver va rebre l'encàrrec de Ian Fleming Publications per produir Carte Blanche, que es va publicar el 26 de maig de 2011. El llibre va convertir a Bond en un agent després de l'11 de setembre, independent de MI5 o MI6. El 26 de setembre de 2013 es va publicar Solo de William Boyd, ambientat el 1969. L'octubre de 2014, es va anunciar que Anthony Horowitz havia d'escriure una novel·la de continuació de Bond. Ambientat a la dècada de 1950 dues setmanes després dels esdeveniments de Goldfinger, conté material escrit, però inèdit, per Fleming. Trigger Mortis va ser llançat el 8 de setembre de 2015. La segona novel·la de Bond d'Horowitz, Forever and a Day, explica la història d'origen de Bond com a agent 00 abans dels esdeveniments de Casino Royale. La novel·la, també basada en material inèdit de Fleming, es va publicar el 31 de maig de 2018. La tercera novel·la de Bond d'Horowitz, With a Mind to Kill, es va publicar el 26 de maig de 2022. La primera novel·la per a adults de Charlie Higson, Al servei secret de la seva majestat, es va publicar el 4 de maig de 2023 per celebrar la coronació del rei Carles III i donar suport al National Literacy Trust.
| - 2008 Devil May Care - 2011 Carte Blanche - 2013 Solo - 2015 Trigger Mortis | - 2018 Forever and a Day - 2022 With a Mind to Kill - 2023 On His Majesty's Secret Service |

#### Jove Bond
La sèrie de novel·les Young Bond va ser iniciada per Charlie Higson i, entre 2005 i 2009, es van publicar cinc novel·les i un conte. La primera novel·la de Young Bond, SilverFin també va ser adaptada i publicada com a novel·la gràfica el 2 d'octubre de 2008 per Puffin Books. L'octubre de 2013, Ian Fleming Publications va anunciar que Stephen Cole continuaria la sèrie, amb la primera edició prevista per a la tardor de 2014.
| - SilverFin 2005 - 2006 Blood Fever - 2007 Double or Die - 2007 Hurricane Gold - 2008 By Royal Command i SilverFin (novel·la gràfica) - 2009 " A Hard Man to Kill " (conte curt) |

#### Els diaris de Moneypenny
The Moneypenny Diaries és una trilogia de novel·les que narra la vida de Miss Moneypenny, la secretària personal d'M. Les novel·les estan escrites per Samantha Weinberg sota el pseudònim Kate Westbrook, que és representada com l'"editora" del llibre. La primera entrega de la trilogia, subtitulada Guardian Angel, es va publicar el 10 d'octubre de 2005 al Regne Unit. Un segon volum, subtitulat Secret Servant es va publicar el 2 de novembre de 2006 al Regne Unit, publicat per John Murray. Un tercer volum, subtitulat Final Fling es va publicar l'1 de maig de 2008.
| - 2005 The Moneypenny Diaries: Guardian Angel - 2006 Secret Servant: The Moneypenny Diaries - 2008 The Moneypenny Diaries: Final Fling |

## Adaptacions

### Televisió
El 1954, CBS va pagar a Ian Fleming 1.000 $ per adaptar la seva novel·la Casino Royale a una aventura televisiva d'una hora, "Casino Royale", com a part de la seva sèrie Climax!. L'episodi es va emetre en directe el 21 d'octubre de 1954 i protagonitzat per Barry Nelson com a "Card Sense" James Bond i Peter Lorre com a Le Chiffre. La novel·la va ser adaptada per al públic estatunidenc per mostrar a Bond com un agent estatunidenc que treballava per a la "Intel·ligència Combinada", mentre que el personatge Felix Leiter—nord-americà a la novel·la— es va convertir en britànic a la pantalla i va ser rebatejat com a "Clarence Leiter".
El 1973, un documental de la BBC Omnibus: The British Hero presentava a Christopher Cazenove interpretant diversos personatges d'aquest tipus (per exemple, Richard Hannay i Bulldog Drummond). El documental incloïa James Bond en escenes dramatitzades de Goldfinger—sobretot amb 007 sent amenaçat amb la serra circular de la novel·la, en lloc del raig làser de la pel·lícula— i Diamants per a l'eternitat. El 1991, una sèrie d'animació derivada, James Bond Jr., va ser produïda amb Corey Burton en el paper del nebot de Bond, James Bond Jr.

### Còmics
El 1957, el Daily Express va contactar amb Ian Fleming per adaptar les seves històries a tires còmiques, oferint-li 1.500 lliures per novel·la i una part de les recaptes de la sindicació. Després de la reticència inicial, Fleming, que considerava que les tires no tindrien la qualitat de la seva escriptura, va acceptar. Per ajudar el Daily Express a il·lustrar Bond, Fleming va encarregar un artista la creació d'un esbós de com creia que era James Bond. L'il·lustrador, John McLusky, però, va considerar que el 007 de Fleming semblava massa "antiquat" i "preguerra" i va canviar Bond per donar-li un aspecte més masculí. La primera tira, Casino Royale es va publicar del 7 de juliol de 1958 al 13 de desembre de 1958 i va ser escrit per Anthony Hern i il·lustrat per John McLusky.
La majoria de les novel·les i històries curtes de Bond s'han adaptat des de llavors al còmic, així com el Coronel Sun de Kingsley Amis; les obres van ser escrites per Henry Gammidge o Jim Lawrence amb Yaroslav Horak substituint McClusky com a artista el 1966. Després que el material de Fleming i Amis s'hagués adaptat, es van produir històries originals, continuant al Daily Express i al Sunday Express fins al maig de 1977.
Al llarg dels anys s'han publicat diverses adaptacions en format comic book de les pel·lícules de James Bond: a l'època de l'estrena de Dr. No l'octubre de 1962, una adaptació del guió al cómic, escrita per Norman J. Nodel, es va publicar a la Gran Bretanya com a part de sèrie antològica Classics Illustrated. Més tard va ser reimprimir als Estats Units per DC Comics com a part de la seva sèrie antològica Showcase, el gener de 1963. Aquesta va ser la primera aparició en còmic nord-americà de James Bond i destaca per ser un exemple relativament rar d'un còmic britànic reimprès com un còmic nord-americà de perfil alt. També va ser un dels primers còmics a ser censurats per motius racials (alguns tons de pell i diàlegs es van canviar per al mercat estatunidenc).
Amb l'estrena de la pel·lícula de 1981 Només per als teus ulls, Marvel Comics va publicar una adaptació de la pel·lícula de dos números al cómic. Quan Octopussy es va estrenar als cinemes el 1983, Marvel va publicar un còmic que d'acompanyament; Eclipse Comics també va produir un còmic únic per a Llicència per matar, tot i que Timothy Dalton es va negar a permetre que s'utilitcés el seu aspecte. Les històries de New Bond també es van elaborar i publicar a partir de 1989 per part de Marvel, Eclipse, Dark Horse Comics i Dynamite Entertainment.

### Ràdio
El 1958, la novel·la Moonraker va ser adaptada per a la seva emissió a la ràdio Sud-àfricana, amb Bob Holness proporcionant la veu de Bond. Segons The Independent, "oients de tota la Unió es van emocionar amb els tons cultes de Bob mentre derrotava els malvats mestres criminals a la recerca de la dominació del món".
La BBC ha adaptat cinc de les novel·les de Fleming per a la seva emissió: el 1990 la novel·la You Only Live Twice es va adaptar a una obra de ràdio de 90 minuts per a BBC Radio 4 amb Michael Jayston interpretant a James Bond. La producció es va repetir diverses vegades entre el 2008 i el 2011. El 24 de maig de 2008 BBC Radio 4 va emetre una adaptació de Dr. No. L'actor Toby Stephens, que va interpretar el dolent de Bond Gustav Graves a la versió d'Eon Productions de Mor un altre dia, va interpretar a Bond, mentre que el Dr. No va ser interpretat per David. Suchet. Després del seu èxit, es va adaptar una segona història i el 3 d'abril de 2010 BBC Radio 4 va emetre  Goldfinger amb Stephens tornant a interpretar a Bond. Sir Ian McKellen va ser el coprotagonista Goldfinger de Die Another Day de Stephens, Rosamund Pike, va interpretar Pussy Galore. L'obra va ser adaptada de la novel·la de Fleming per Archie Scottney i va ser dirigida per Martin Jarvis.
El 2012 es va dramatitzar per a Radio 4 la novel·la From Russia, with Love; va comptar amb un repartiment complet de nou protagonitzat per Stephens com Bond. El maig de 2014 Stephens va tornar a interpretar a Bond, a On Her Majesty's Secret Service, amb Alfred Molina com a Blofeld i Joanna Lumley com a Irma Bunt.

### Cinema

#### Pel·lícules d'Eon Productions
Eon Productions, la companyia del canadenc Harry Saltzman i l'americà Albert R. "Cubby" Broccoli, va estrenar la primera adaptació cinematogràfica d'una novel·la d'Ian Fleming, Dr. No (1962), basada en la novel·la homònima de 1958 i amb Sean Connery com a 007. Connery va protagonitzar quatre pel·lícules més abans de deixar el paper després Només es viu dues vegades (1967), que va ser assumit per George Lazenby per 007 al servei secret de Sa Majestat (1969). Lazenby va deixar el paper només després d'una aparició i Connery va ser portat de tornada per a la seva darrera pel·lícula produïda per Eon Diamants per a l'eternitat.
Roger Moore va ser nomenat per al paper de 007 per a Viu i deixa morir (1973). Va interpretar a Bond sis vegades més durant dotze anys, abans de ser substituït per Timothy Dalton per a dues pel·lícules. Després d'una pausa de sis anys, durant la qual una disputa legal va amenaçar les produccions d'Eon de les pel·lícules de Bond, l'actor irlandès Pierce Brosnan va ser elegida per a Bond a GoldenEye (1995); va romandre en el paper durant un total de quatre pel·lícules fins al 2002. El 2006, Daniel Craig va rebre el paper de Casino Royale (2006), que va reiniciar la sèrie. Craig va aparèixer per a un total de cinc pel·lícules. La sèrie ha recaptat més de 7.000 milions de dòlars fins ara, la qual cosa la converteix en la cinquena sèrie de pel·lícules més taquillera.

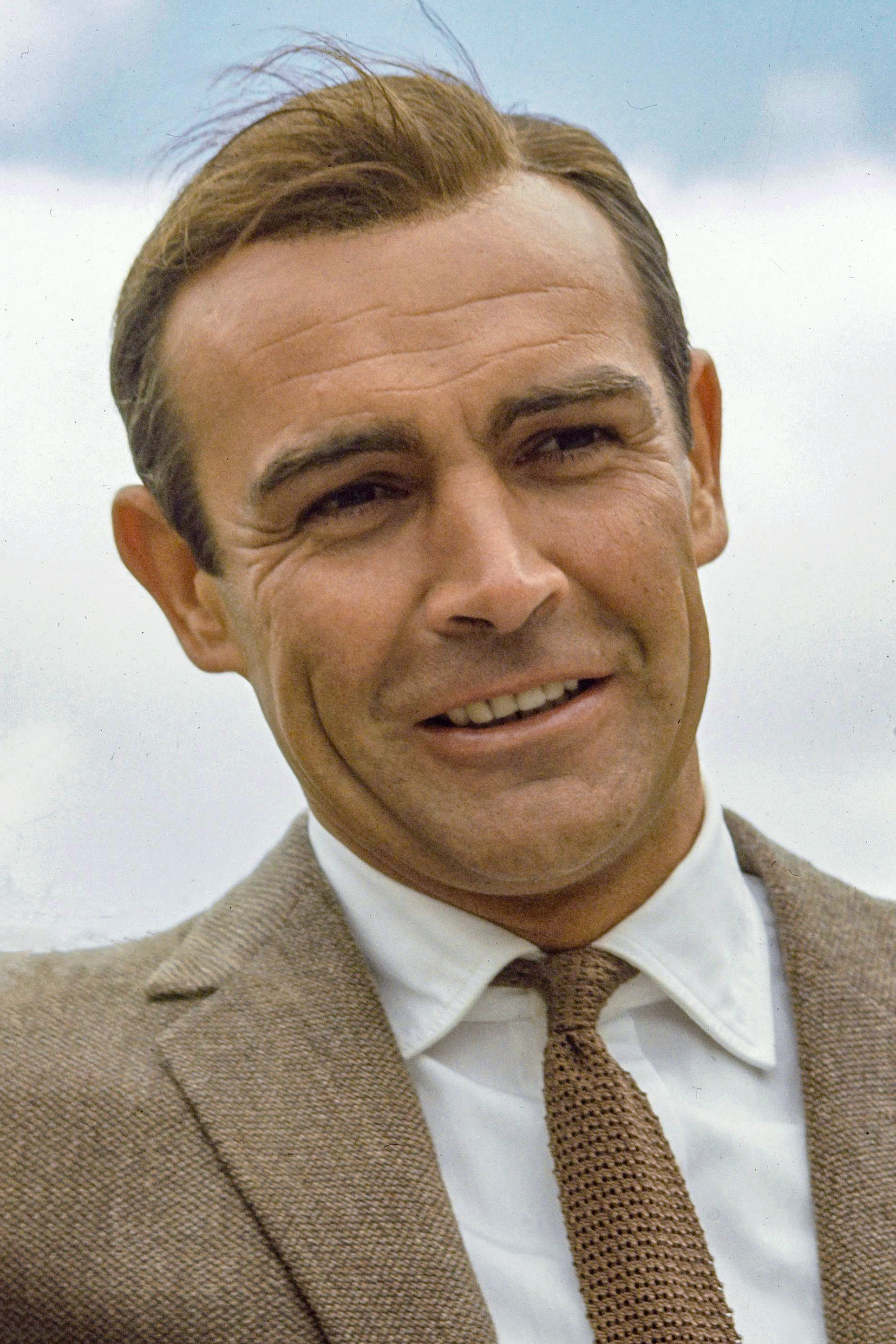
Sean Connery (1962–67; 1971)
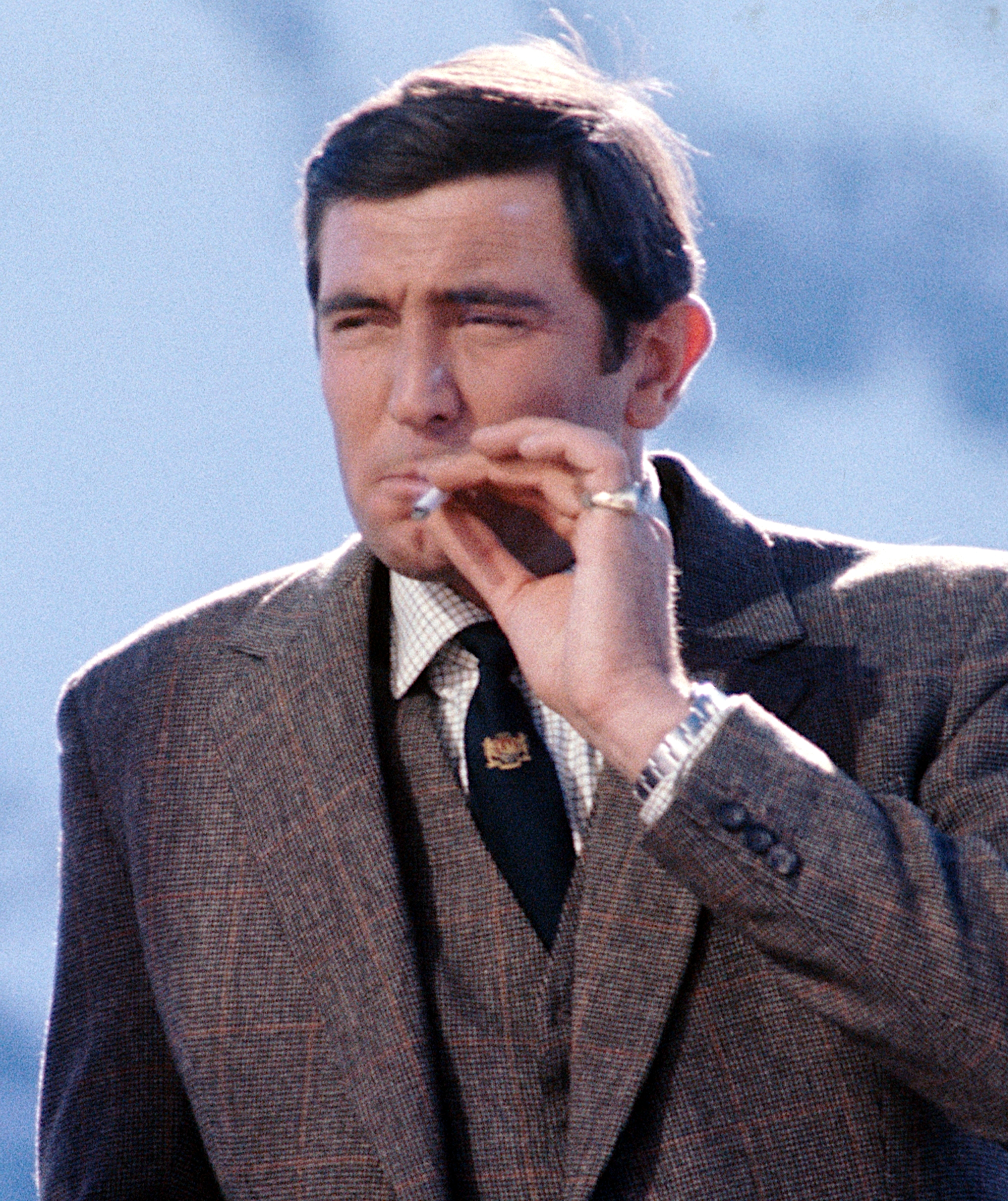
George Lazenby (1969)
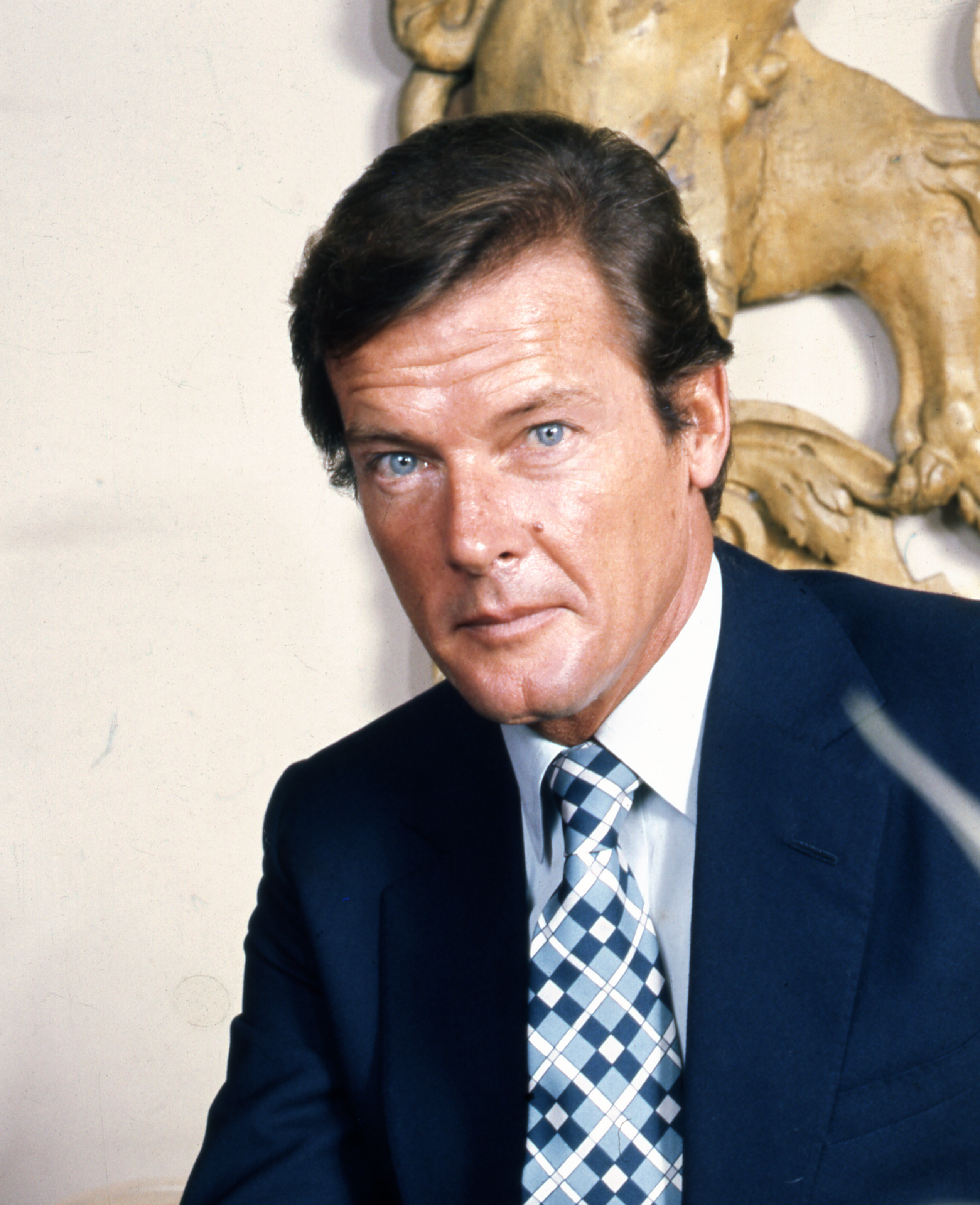
Roger Moore (1973–85)
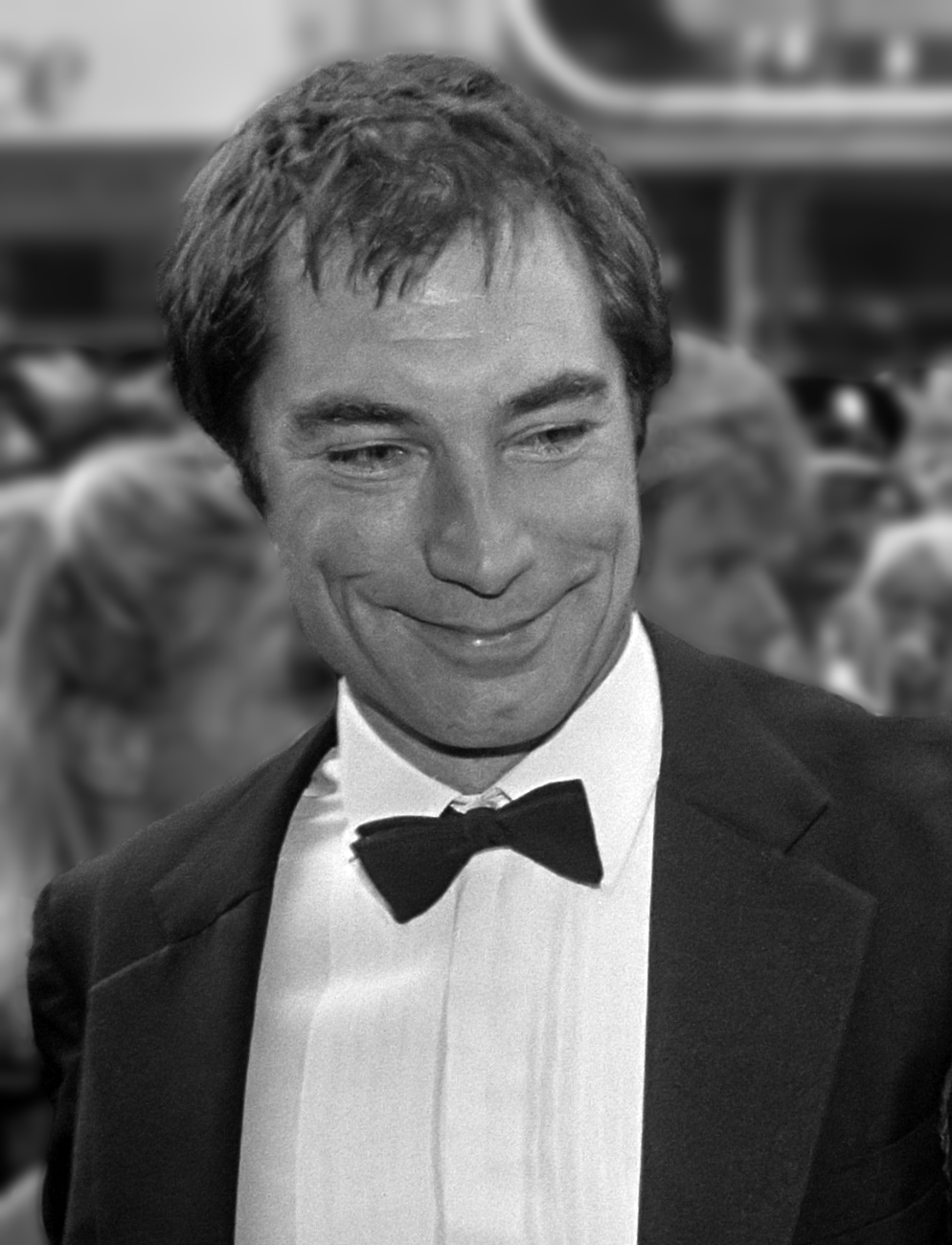
Timothy Dalton (1987–89)
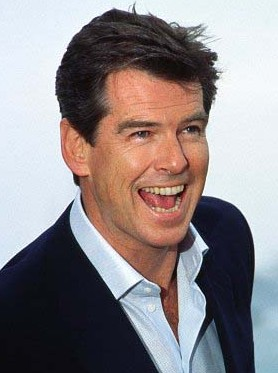
Pierce Brosnan (1995–2002)
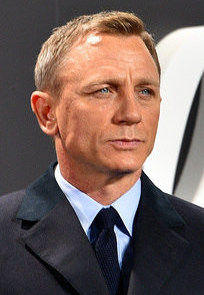
Daniel Craig (2006–21)

### Pel·lícules produïdes per Eon
| Títol                               | Any  | Actor Bond a   | Director           |                            |      |              |               |
| ----------------------------------- | ---- | -------------- | ------------------ | -------------------------- | ---- | ------------ | ------------- |
| Títol                               | Any  | Actor Bond a   | Director           | Agent 007 contra el Dr. No | 1962 | Sean Connery | Terence Young |
| Des de Rússia amb amor              | 1963 | Sean Connery   | Terence Young      |                            |      |              |               |
| Goldfinger                          | 1964 | Sean Connery   | Guy Hamilton       |                            |      |              |               |
| Operació Tro                        | 1965 | Sean Connery   | Terence Young      |                            |      |              |               |
| Només es viu dues vegades           | 1967 | Sean Connery   | Lewis Gilbert      |                            |      |              |               |
| 007 al servei secret de Sa Majestat | 1969 | George Lazenby | Peter R. Hunt      |                            |      |              |               |
| Diamants per a l'eternitat          | 1971 | Sean Connery   | Guy Hamilton       |                            |      |              |               |
| Viu i deixa morir                   | 1973 | Roger Moore    | Guy Hamilton       |                            |      |              |               |
| L'home de la pistola d'or           | 1974 | Roger Moore    | Guy Hamilton       |                            |      |              |               |
| L'espia que em va estimar           | 1977 | Roger Moore    | Lewis Gilbert      |                            |      |              |               |
| Moonraker                           | 1979 | Roger Moore    | Lewis Gilbert      |                            |      |              |               |
| Només per als teus ulls             | 1981 | Roger Moore    | John Glen          |                            |      |              |               |
| Octopussy                           | 1983 | Roger Moore    | John Glen          |                            |      |              |               |
| Panorama per matar                  | 1985 | Roger Moore    | John Glen          |                            |      |              |               |
| Alta tensió                         | 1987 | Timothy Dalton | John Glen          |                            |      |              |               |
| Llicència per matar                 | 1989 | Timothy Dalton | John Glen          |                            |      |              |               |
| Goldeneye                           | 1995 | Pierce Brosnan | Martin Campbell    |                            |      |              |               |
| El demà no mor mai                  | 1997 | Pierce Brosnan | Roger Spottiswoode |                            |      |              |               |
| Amb el món no n'hi ha prou          | 1999 | Pierce Brosnan | Michael Apted      |                            |      |              |               |
| Mor un altre dia                    | 2002 | Pierce Brosnan | Lee Tamahori       |                            |      |              |               |
| Casino Royale                       | 2006 | Daniel Craig   | Martin Campbell    |                            |      |              |               |
| Quantum of Solace                   | 2008 | Daniel Craig   | Marc Forster       |                            |      |              |               |
| Skyfall                             | 2012 | Daniel Craig   | Sam Mendes         |                            |      |              |               |
| Spectre                             | 2015 | Daniel Craig   | Sam Mendes         |                            |      |              |               |
| No Time to Die                      | 2021 | Daniel Craig   | Cary Joji Fukunaga |                            |      |              |               |

#### Altres
El 1967, Casino Royale va ser adaptat a una paròdia de Bond protagonitzada per David Niven com Sir James Bond i Ursula Andress com Vesper Lynd. Niven havia estat la preferència de Fleming per al paper de Bond. El resultat d'un cas judicial al Tribunal Superior de Londres el 1963 va permetre a Kevin McClory produir un remake d'Operació Tro titulat Mai digueu mai més el 1983. La pel·lícula, produïda per la productora Taliafilm de Jack Schwartzman i protagonitzada per Sean Connery com a Bond, no formava part de la sèrie Eon de pel·lícules de Bond. El 1997, Sony Corporation va adquirir tots o alguns dels drets de McClory en un acord no revelat, que després va ser adquirit per MGM, mentre que el 4 de desembre de 1997, MGM va anunciar que la companyia havia comprat els drets de Mai digueu mai més a Taliafilm. A 2015, Eon té tots els drets d'adaptació de totes les novel·les de Bond de Fleming.
| Títol              | Any  | Actor Bond   | Director(s)    |               |      |             |                                                                                 |
| ------------------ | ---- | ------------ | -------------- | ------------- | ---- | ----------- | ------------------------------------------------------------------------------- |
| Títol              | Any  | Actor Bond   | Director(s)    | Casino Royale | 1967 | David Niven | Ken Hughes John Huston Joseph McGrath Robert Parrish Val Guest Richard Talmadge |
| Mai diguis mai més | 1983 | Sean Connery | Irvin Kershner |               |      |             |                                                                                 |